# Hieronyma
Hieronyma es un género de plantas con flores perteneciente a la familia Phyllanthaceae. Es originaria del sur de México y América tropical.

## Especies
- Hieronyma alchorneoides Allemão
- Hieronyma clusioides – Cedro Macho
- Hieronyma crassistipula
- Hieronyma jamaicensis
- Hieronyma macrocarpa (sinónimo Hieronyma colombiana[1])
- Hieronyma oblonga
- Hieronyma rufa

Las especies de este árbol se encuentran dispersas a lo largo de muchos kilómetros cuadrados del continente americano y van desde México (parte sur) hasta las llanuras del Amazonas.
Se puede considerar una madera con buenas características, ya que refiriéndonos a madera adulta, esta especie es relativamente pesada, con un peso específico de 0,60 y una densidad de 0,79 g/cm3. Tiene un color café rojizo, donde la albura es más clara que el duramen. Es fácil de trabajar y es relativamente resistente. Se considera como moderadamente resistente a la pudrición y un poco difícil de preservar, a través de productos de ebanistería está siendo  exportada y trabajada en Centroamérica y el Caribe (Carpio, 1992; Solís, 1992). CATIE (1997) le asigna una densidad de 0.63 g/cm3.

## Sinónimos
- Hyeronima, Hieronima, Stilaginella Tul.